# Castilleja trujillensis
Castilleja trujillensis là loài thực vật có hoa thuộc họ Cỏ chổi. Loài này được Pennell mô tả khoa học đầu tiên năm 1953.